# Pachychalina acapulcensis
Pachychalina acapulcensis är en svampdjursart som beskrevs av Wilson 1904. Pachychalina acapulcensis ingår i släktet Pachychalina och familjen Niphatidae. Inga underarter finns listade i Catalogue of Life.